# Drino cineracea
Drino cineracea là một loài ruồi trong họ Tachinidae.